# 漢科科塔湖 (普諾大區)
14°40′15″S 70°29′08″W / 14.67083°S 70.48556°W
漢科科塔湖（Janq'uquta），是秘魯的湖泊，位於該國東南部普諾大區的梅爾加省，西北面是拉亞山脈，東南面是的的喀喀湖，長2.34公里、寬1.21公里，海拔高度3,909米。